# Royaume de Rattanakosin
1782–1932
Entités précédentes :
- Royaume de Thonburi

Entités suivantes :
- Siam

Le royaume de Rattanakosin (Thaï: อาณาจักรรัตนโกสินทร์, IPA: [āːnāːt͡ɕàk ráttanákōːsǐn]) est le quatrième pouvoir régnant de l'histoire de la Thaïlande (anciennement Siam). Il fut créé en 1782 avec la fondation de sa capitale Bangkok et pris fin avec la révolution de 1932.
Au sommet de sa zone d’influence, le royaume de Rattanakosin comprenait les états vassaux du Cambodge, du Laos, de l'État Shan de Birmanie ainsi que des royaumes Malais. Le royaume fut fondé par le roi Rama I (Phra Phutthayotfa Chulalok) de la dynastie Chakri. La première moitié de cette période permit la consolidation de la puissance du royaume et fut ponctuée par des conflits récurrents avec la Birmanie, le Vietnam et le Laos. La seconde moitié fut marquée de conflits avec les puissances coloniales britannique et française, aux termes desquels le Siam réussit à demeurer le seul pays d'Asie du Sud-Est à ne pas être colonisé et maintenir son indépendance.[réf. nécessaire]
Le royaume se développa en un État-nation moderne et centralisé, dont certaines frontières furent le fruit de négociations avec les puissances occidentales. D'importants progrès économiques et sociaux furent réalisés, notamment grâce la montée du commerce extérieur, l'abolition de l'esclavage et le développement d'un enseignement encadré de la classe moyenne émergente. Cependant, le manque crucial de réformes politiques conduisit à la révolution de 1932, qui vit l'abandon de la monarchie absolue en faveur d'une monarchie constitutionnelle.